# Walter Dix
Walter Dix (31 de enero de 1986, Coral Springs, Florida) es un atleta estadounidense especialista en las carreras de velocidad, como los 100 metros lisos, consiguiendo en esta modalidad una medalla de bronce en los Juegos Olímpicos de 2008.
En el Campeonato del Mundo de 2011, se clasificó para la final con un tiempo 10,05 segundos. En la final, tras la descalificación de Usain Bolt, se perfilaba como uno de los favoritos para el oro, aunque finalmente fue medalla de plata por detrás del jamaicano Yohan Blake, con un tiempo de 10,08 segundos.
Pocos días después, el 16 de septiembre de 2011, establece su mejor marca personal en 200 metros lisos con un tiempo de 19,53 s en la final de la Diamond League en Bruselas, quedando en segundo lugar en la prueba tras Yohan Blake, que establece la segunda mejor marca de todos los tiempos con 19,26 s.

## Marcas personales
| Carrera             | Tiempo  | Fecha                    |
| ------------------- | ------- | ------------------------ |
| 55 metros           | 6,19 s  | 13 de enero de 2007      |
| 60 metros           | 6,58 s  | 28 de febrero de 2010    |
| 100 metros          | 9,88 s  | 9 de agosto de 2010      |
| 200 metros          | 19,53 s | 16 de septiembre de 2011 |
| 200 metros (indoor) | 20,27 s | 10 de marzo de 2006      |